# Karlsbrunn
Karlsbrunn ist ein Ortsteil (ca. 1400 Einwohner) der Gemeinde Großrosseln im saarländischen Regionalverband Saarbrücken. Bis Ende 1973 war Karlsbrunn eine eigenständige Gemeinde.

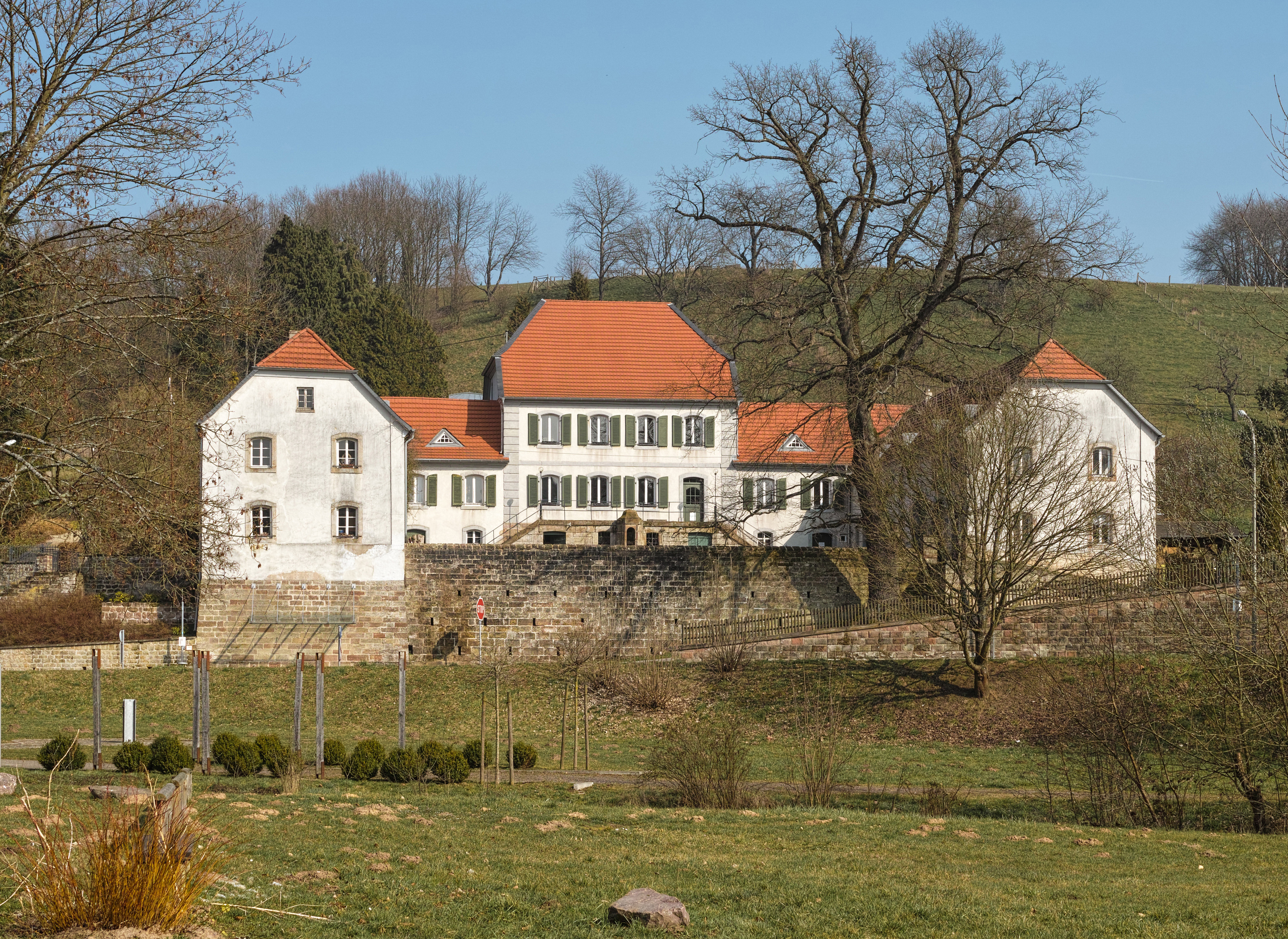
Jagdschloss Karlsbrunn; vor dem Schloss befand sich das historische Ahnhaus der aus Karlsbrunn stammenden US-amerikanischen Familie Eisenhauer/Eisenhower

## Lage
Der Ort liegt in einem Wiesental, das zum größten Teil von Wald umgeben ist. Nordöstlich befand sich das Mitte 2005 stillgelegte Steinkohlenbergwerk Warndt, zuletzt die Anlage Warndt/Luisenthal des Bergwerkes Saar.

## Geschichte
Der Ort wurde im Jahr 1717 gegründet.
Am 1. April 1964 wurde die Gemeinde Dorf im Warndt durch Ausgliederung aus den Gemeinden Großrosseln, Karlsbrunn und Ludweiler neu gebildet.
Im Rahmen der saarländischen Gebiets- und Verwaltungsreform wurde die bis dahin eigenständige Gemeinde Karlsbrunn am 1. Januar 1974 der Gemeinde Großrosseln zugeordnet.

### Einwohnerentwicklung
| Jahr | Einwohner |
| ---- | --------- |
| 1910 | 302       |
| 1925 | 427       |
| 1935 | 456       |
| 1939 | 482       |
| 1961 | 729       |
| 1970 | 800       |
| 2000 | 950       |
| 2010 | 1100      |
| 2020 | 1400      |

## Politik
Der Ortsrat mit 9 Sitzen setzt sich nach der Kommunalwahl vom 9. Juni 2024 wie folgt zusammen:
- CDU: 5 Sitze (56,4 %)
- SPD: 4 Sitze (43,6 %)

Ortsvorsteher ist seit 2024 Yannik Mikola (CDU).

## Sehenswertes
Als größte Attraktion gilt ein weitläufiger Wildpark, der mit seinen ausgedehnten Wanderwegen zu den bedeutendsten Naherholungsmöglichkeiten im Warndt zählt.
Am zweiten Wochenende im November findet eine Verkaufs- und Präsentationsausstellung mit Warndt-Produkten in Karlsbrunn statt. Am letzten Samstag vor Weihnachten findet ein feierlicher Hirtenumzug mit lebendiger Krippe am Schlossinnenhof des Jagdschlosses Karlsbrunn statt.
Der Forstgarten des ehemaligen Jagdschlosses Karlsbrunn gehört zum Ensemble der Gärten ohne Grenzen der Region Saar, Lothringen, Luxemburg.
Die evangelische Kirche Karlsbrunn wurde 1897 fertiggestellt.
Karlsbrunn hat ein reges Vereinsleben und ist ein beliebter Wohnort in der Warndtregion.

## Söhne und Töchter der Gemeinde
- Der Oberbefehlshaber der Alliierten Streitkräfte in Europa während des Zweiten Weltkrieges und 34. Präsident der Vereinigten Staaten (1953–1961), Dwight D. Eisenhower, verfügte über deutsche Wurzeln. Ein Vorfahr war der Auswanderer Johann (Hans) Nicolaus Eisenhauer (* 1690) aus Karlsbrunn, der am 17. November 1741 in Bethel Township, Lancaster (heute: Lebanon County), im US-Bundesstaat Pennsylvania ankam.[9]

## Galerie

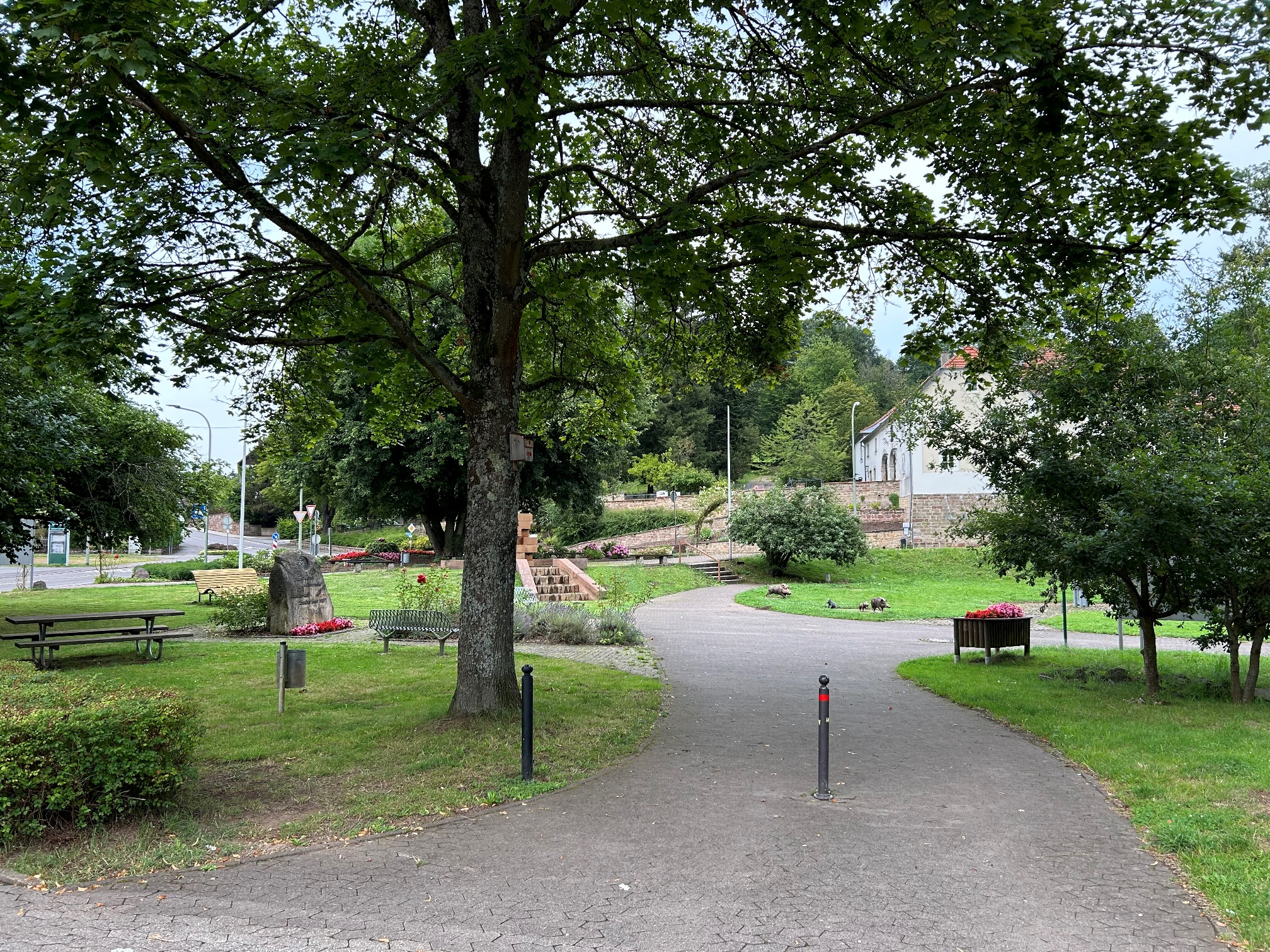
Ortskern Karlsbrunn
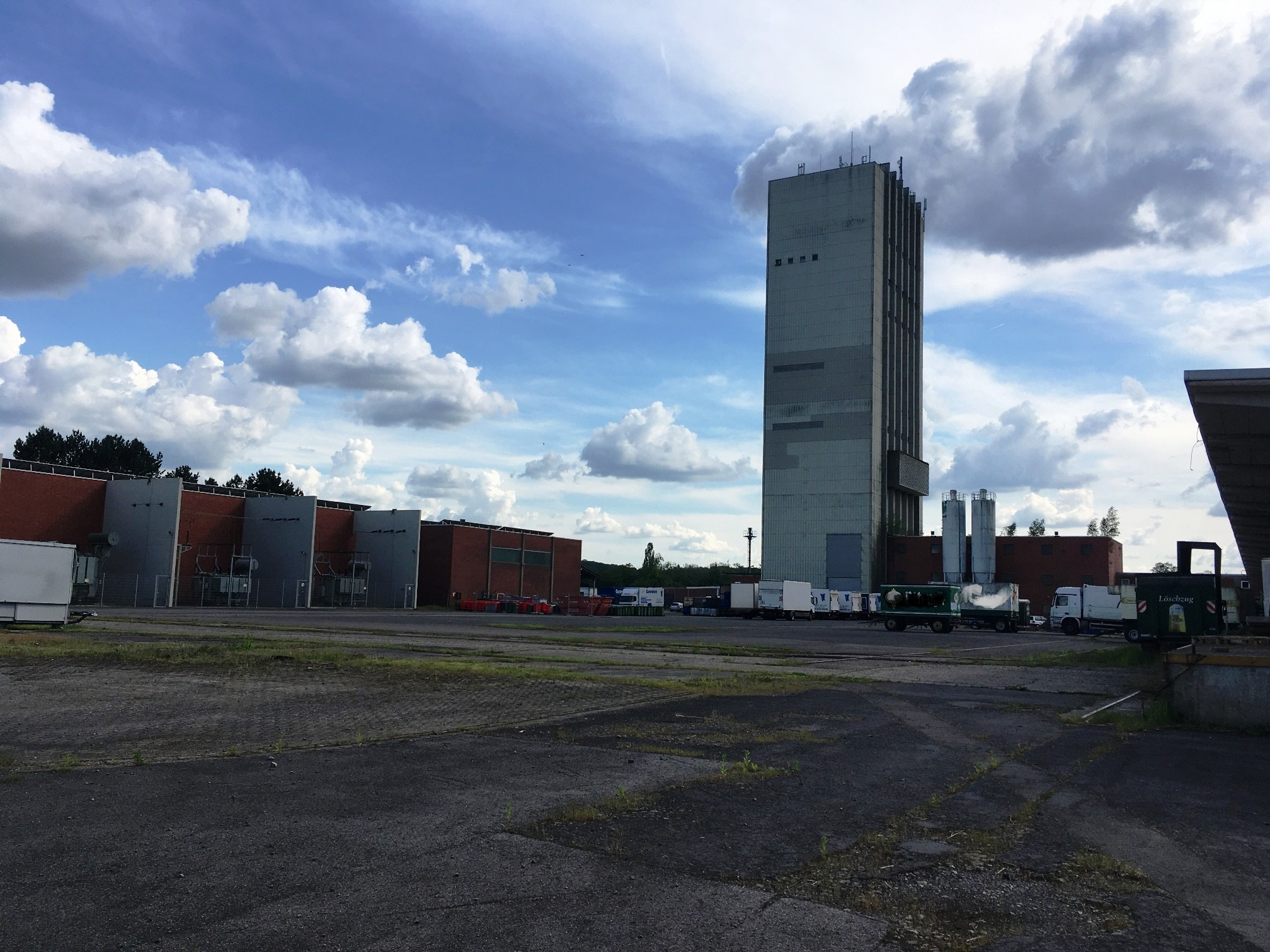
Altes Bergwerk Karlsbrunn
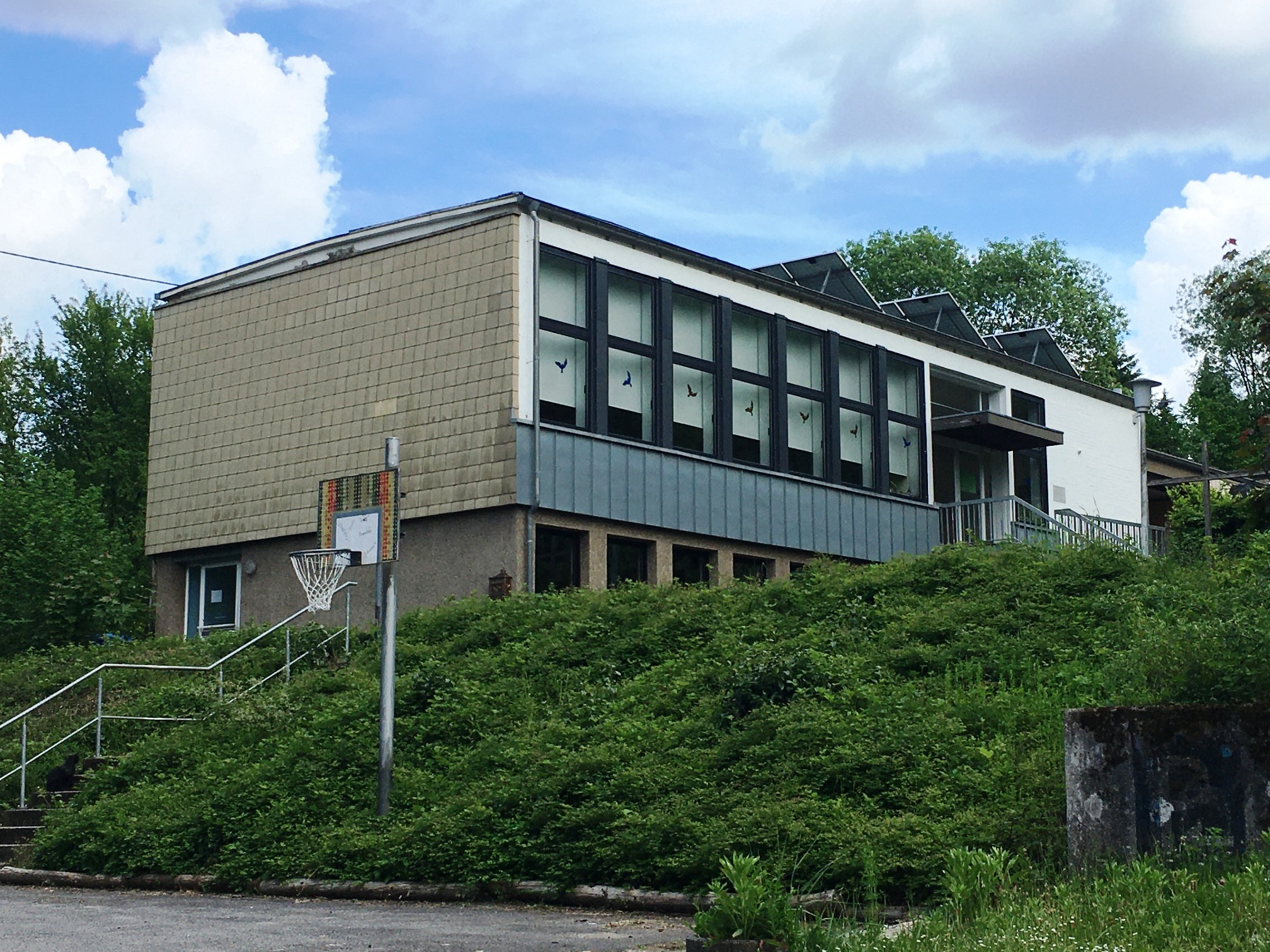
Evang. Gemeindezentrum Karlsbrunn
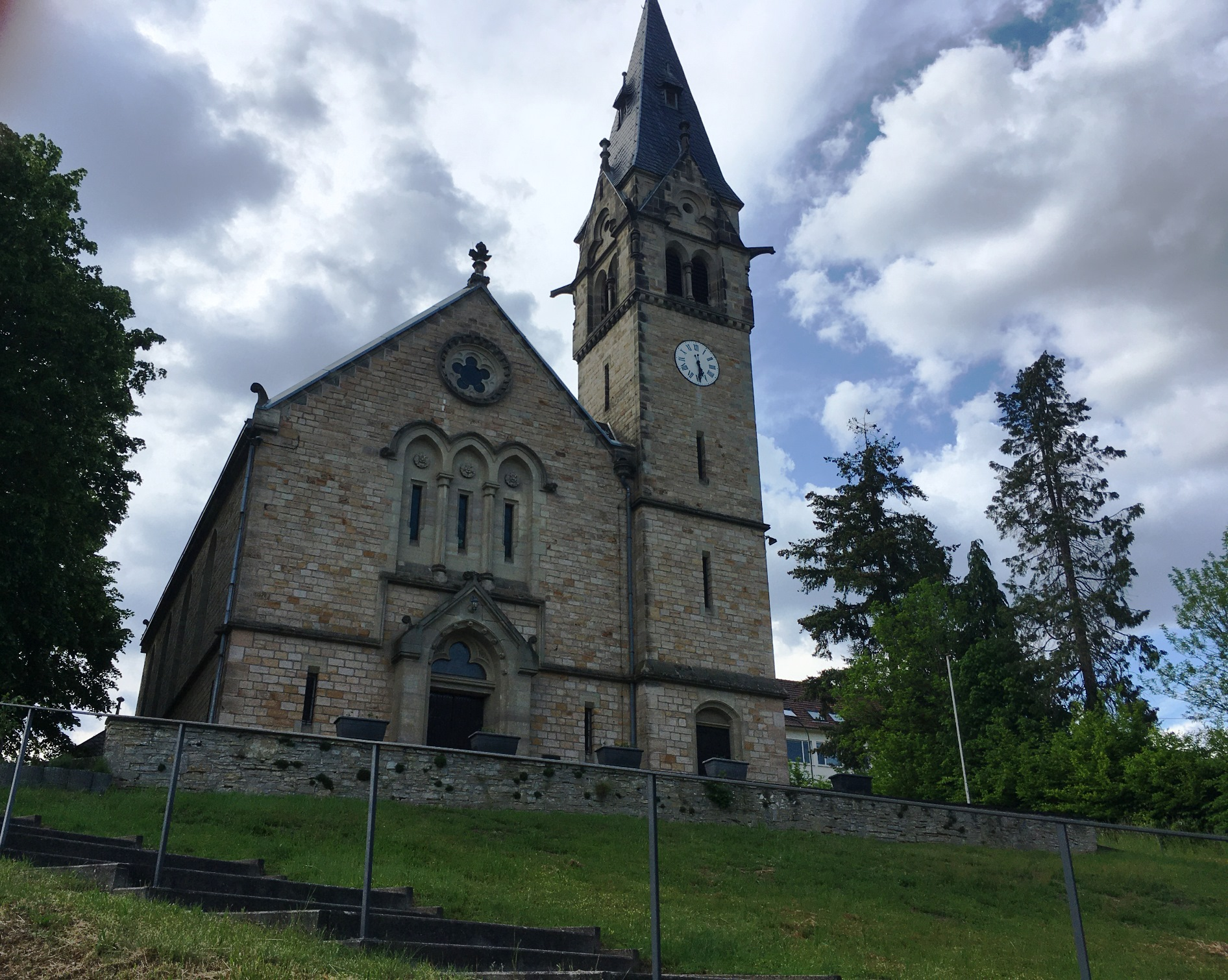
Evangelische Kirche Karlsbrunn
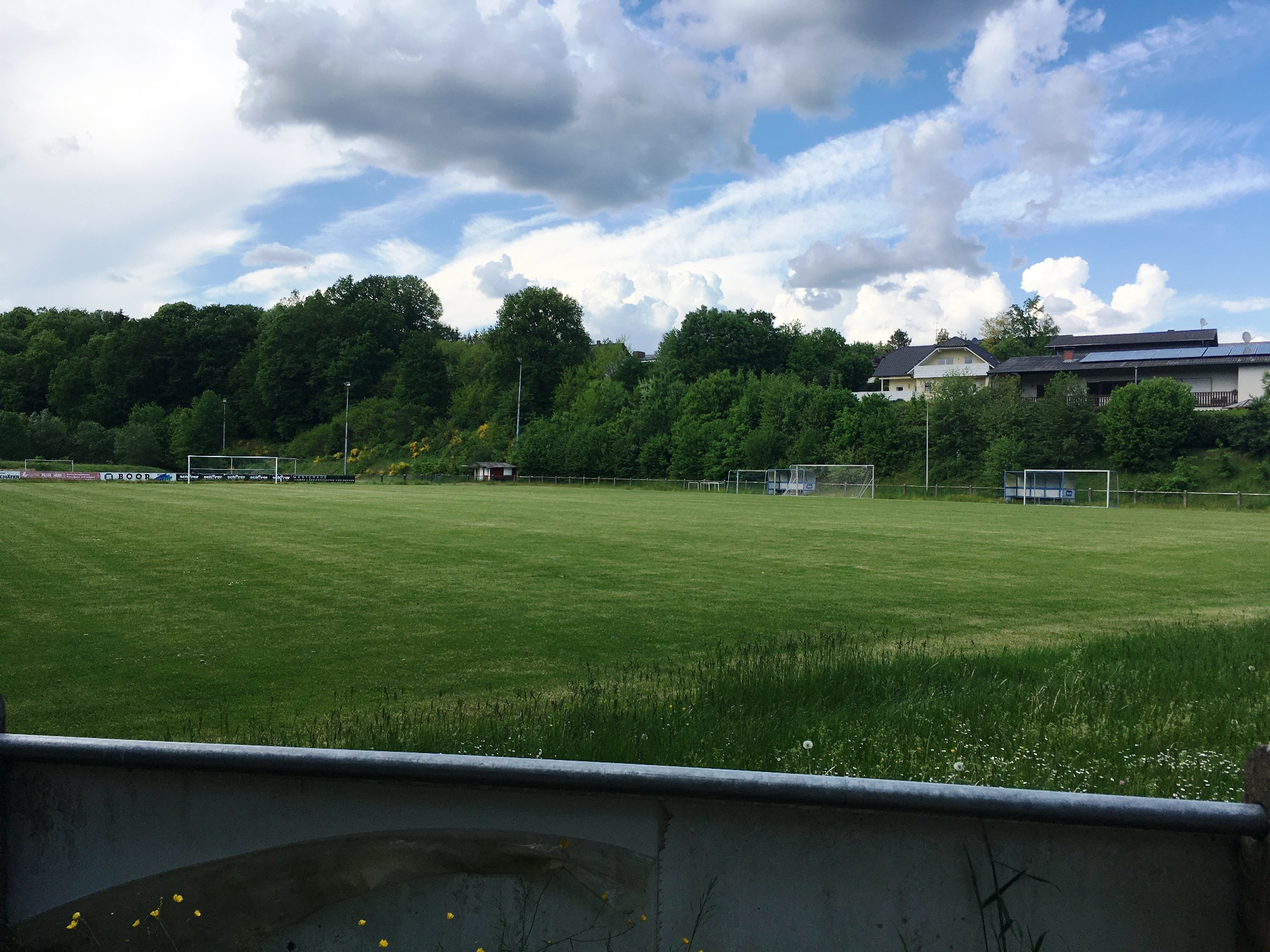
Sportplatz Karlsbrunn
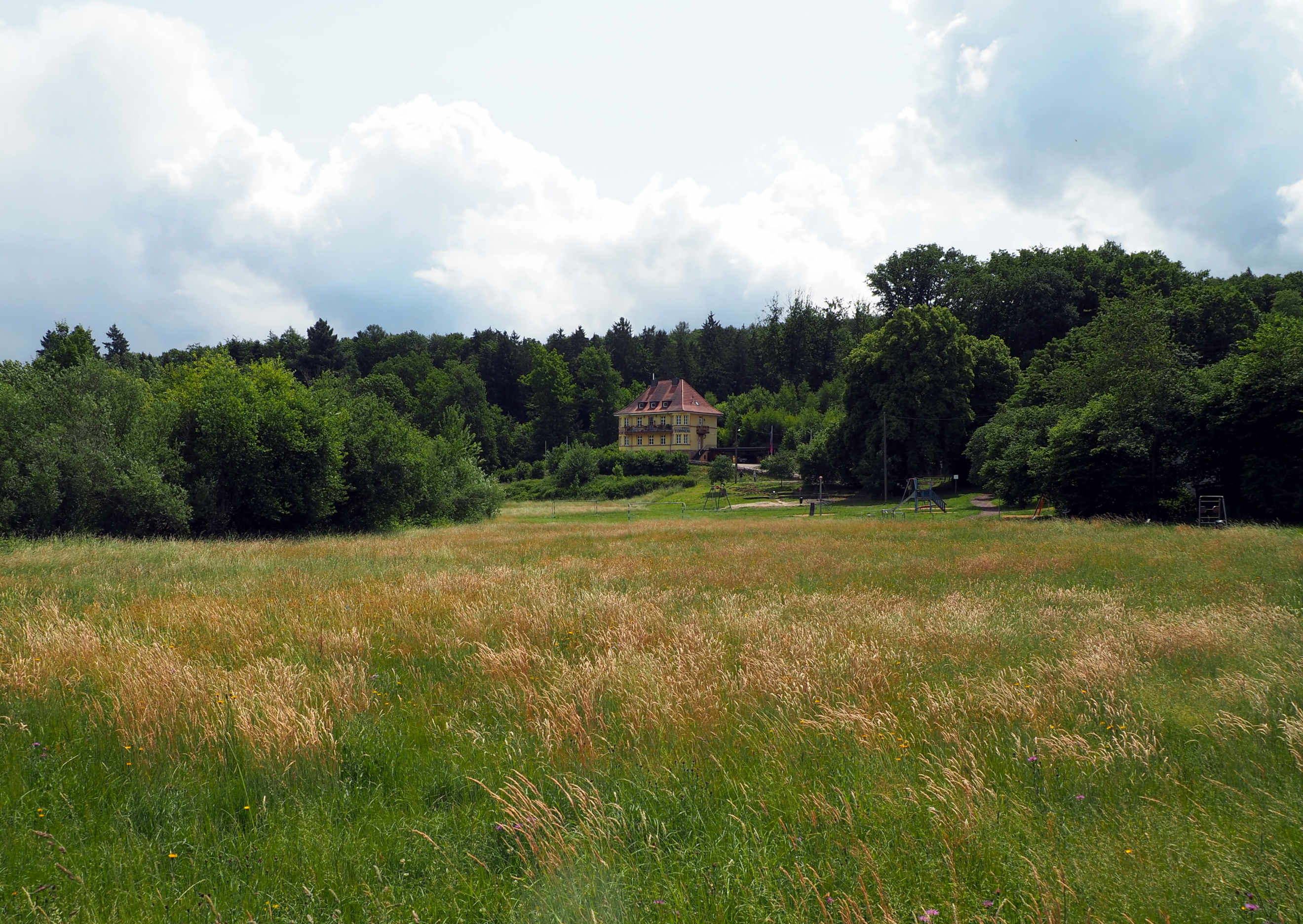
Villa Tannenhof, im Wald dahinter liegt der Tierpark